# 冰雪11天
《冰雪11天》（英語：The Next 11 Days），是于2012年在中国大陆上映的灾难片。由陈国星和王小列执导，主要演员有冯远征、刘桦。该片有许多影视明星参演，如郭家铭、梁丹妮、奚美娟、柳岩、巩汉林、侯勇等。该片是中国共产党第十八次全国代表大会献礼片，曾在人民大会堂首映。

## 剧情
该片根据2008年中国雪灾广州火车站疏散数十万返乡群众的真实事件改编，赞扬了中国共产党领导的中华人民共和国各级政府、各级政府部门、中国人民解放军、公安民警、武警官兵、民兵预备役人员在抵抗雪灾、保卫人民群众生产生活安全方面付出的努力和牺牲。

## 演出
| 演员   | 角色     | 备注                 |
| 冯远征 | 方之林   | 广州市公安局局长     |
| 刘桦   | 老马     | 广州火车站派出所所长 |
| 郭家铭 | 阿波     | 广州特警队长         |
| 黄奕   | 路爽     | 记者                 |
| 梁丹妮 |          |                      |
| 柳岩   | 阿波妻子 | 警嫂                 |
| 奚美娟 |          | 警嫂                 |
| 江柯   | 小耿     |                      |
| 巩汉林 |          | 乘客                 |
| 侯勇   |          | 公安局局長           |

## 制作
- 苏小卫曾担任《唐山大地震》的编剧。
- 郭家铭由于出色表现而受到导演的青睐。[4]